# Félix Guattari
Pour les articles homonymes, voir Guattari.
Félix Guattari, né le 30 mars 1930, à Villeneuve-les-Sablons (Oise) et mort le 29 août 1992 à la clinique de La Borde à Cour-Cheverny (Loir-et-Cher), est un psychanalyste et philosophe français.

## Biographie

### Clinique de La Borde
Proche de Jean Oury qui l'a fondée en 1953 et de son frère Fernand, Félix Guattari a travaillé toute sa vie à la clinique de La Borde, haut lieu de la psychothérapie institutionnelle.
La Borde est alors un "point de repère pour l'extrême-gauche",, pour ses recherches intellectuelles, et un lieu où certains de ses membres se retrouvent comme dans une maison proche d'elle, parfois aussi pour obtenir des dispenses de service militaire,
Guattari y a fait venir Jean-Louis Peninou ou encore Pierre Goldman et ses amis Marc Kravetz et Michel Butel. Ce dernier , qui de son côté avait passé deux ans, de 12 à 14 ans, à la clinique psychopédagogique de Saint-Maximin (Oise) est arrivé le premier, en mars 1963. Sa sœur avait besoin d'un traitement adapté et La Borde lui avait été conseillée par le médecin psychiatre Jean-Claude Polack, (par ailleurs candidat malheureux à la présidence de l'UNEF où il dirigeait la section "Médecine"). Puis Guattari y a fait venir les autres.
Par la suite, Guattari qui a suivi longtemps le séminaire de Jacques Lacan, qui fut son psychanalyste, prend ses distances avec le lacanisme au fil de sa collaboration avec Gilles Deleuze (il est l'inventeur du concept de déterritorialisation), tentant de renouer avec l'inventivité première de la psychanalyse, et  trouve quelques échos[pas clair] notamment dans la pratique brésilienne.

### Participation au CERFI
Après sa participation au Groupe de travail de psychothérapie et de sociothérapie institutionnelles (GTPSI, 1960-1966) avec notamment Jean Oury et François Tosquelles, il est à l'origine du Centre d'études, de recherches et de formation institutionnelles (CERFI, 1965-1987), dont la revue Recherches publie des dizaines de numéros spéciaux d'approches amoralistes du travail, de l'école, des toxicomanies, des féminismes, des homosexualités et de ce qu'on appellait les « perversions ».

### Publication de "L'Anti-Œdipe"
La publication par Gilles Deleuze et Félix Guattari de L'Anti-Œdipe en 1972 provoque des remous, la presse estimant que la psychanalyse a été attaquée sur sa gauche, et qu'elle a, à cette occasion "perdu le visage novateur, inquiétant, qu'elle présentait à ses débuts" tandis que son "discours sur l'Œdipe, trop bien diffusé" alimente une forme de "surmoi social".
L'Anti-Œdipe s'inscrit comme « une critique de la normativité psychanalytique et de l’Œdipe », et comme « une mise en question dévastatrice de l'œdipinianisme » selon Didier Eribon, car il s'en prend au travail de Jacques Lacan. « C’est tout cet envers de la structure que Lacan découvre avec le “a” comme machine, et le “A” comme sexe non humain : schizophréniser le champ analytique, au lieu d’œdipianiser le champ psychotique »  (L'Anti-Œdipe, p. 369).

### Soutien à Pierre Goldman puis Charlie Bauer
Militant très à gauche, Guattari est à l'initiative du comité de défense de Pierre Goldman, militant d'extrême gauche qui, ayant glissé dans le banditisme, est accusé du meurtre de deux pharmaciennes. Ce comité réunit d'importantes personnalités intellectuelles ou artistiques de gauche,.
Son soutien à Charlie Bauer, ex-codétenu de Pierre Goldman mis en cause en novembre 1979 pour complicité avec Jacques Mesrine puis acquitté lors de son procès, est la conséquence de son engagement contre les QHS. Il lui vaut une perquisition à son domicile parisien mais aussi à la clinique La Borde, où séjournent une centaine de pensionnaires, ce qui fait les gros titres du Monde et de L'Aurore. Contestée pendant des semaines, la persquisition s'effectue dans le cadre de l'instruction sur l'enlèvement de l'homme d'affaires sarthois Henri Lelièvre. Les enquêteurs cherchent des indices du passage de Bauer et il leur "explique que Pierre Goldman lui avait demandé, en 1976, juste avant sa libération, de bien vouloir s'occuper du reclassement" de son codétenu, qui attendait d'être libéré lui aussi après une quinzaine d'années de détention pour des vols sans effusion de sang. Guattari avait ensuite rencontré Bauer une fois, le 25 avril 1977, à Paris, par un rendez-vous sous le contrôle d'un juge d'application des peines, après l'avoir recommandé, sans le connaître, aux éditions Encres, qui ont ensuite engagé Bauer à temps partiel, de juillet à novembre 1978, comme représentant en librairie et lecteur de manuscrits. Six semaines après, Guattari proteste contre cette opération dans un portrait que lui consacre Le Monde.
Par ailleurs, il soutient de nombreuses minorités dont les Palestiniens en 1976, les opéraïstes italiens en 1977, des militants pour le processus de re-démocratisation du Brésil à partir de 1979, etc.

### Centre d'initiative pour de nouveaux espaces de liberté
Félix Guattari a en particulier animé de 1977 à 1981, avec Giselle Donnard, le Centre d'initiative pour de nouveaux espaces de liberté (CINEL), collectif français d'extrême gauche.
Fondé à l'automne 1977 dans le prolongement du rassemblement international contre la répression du mouvement autonome italien qui se déroule à Bologne du 23 au 26 septembre, le CINEL se réunit à Paris, rue de Vaugirard. Autour de Yann Moulier-Boutang, Michel Burnier, François Pain, Michel Tubiana, Gérard Fromanger et des militants autonomes anonymes, le CINEL se mobilise contre l'extradition des réfugiés politiques italiens et allemands, et pour la défense des radios libres. C'est dans ce cadre que Félix Guattari est l'un des créateurs en 1981, donc quatre ans plus tard, de Radio Tomate,. Le CINEL organise également deux événements importants en soutien au mouvement des radios libres : « ALFREDO » (réunion à Paris des radios libres françaises et italiennes) en mars 1978 ; et le festival de rock « Antibrouille » à Yerres en juillet 1978, dont l'affiche est conçue par Gérard Fromanger.
En 1981, le CINEL se divise sur la question de l'élection présidentielle. Alors que Félix Guattari soutient la candidature de Coluche, Yann Moulier appelle à voter pour François Mitterrand dès le premier tour.
Le CINEL disparaît avec l'arrivée du Parti socialiste au pouvoir.

### Famille
Il est le père de Stephen, de Bruno et de l’écrivaine Emmanuelle Guattari, le frère de Jean et Paul Guattari, le fils de Louis Guattari. Ce dernier, après avoir travaillé avec Pierre-François Lardet, le fondateur des chocolats Banania, fonde sa propre chocolaterie, Monbana.
Il est inhumé au cimetière du Père-Lachaise (42e division).

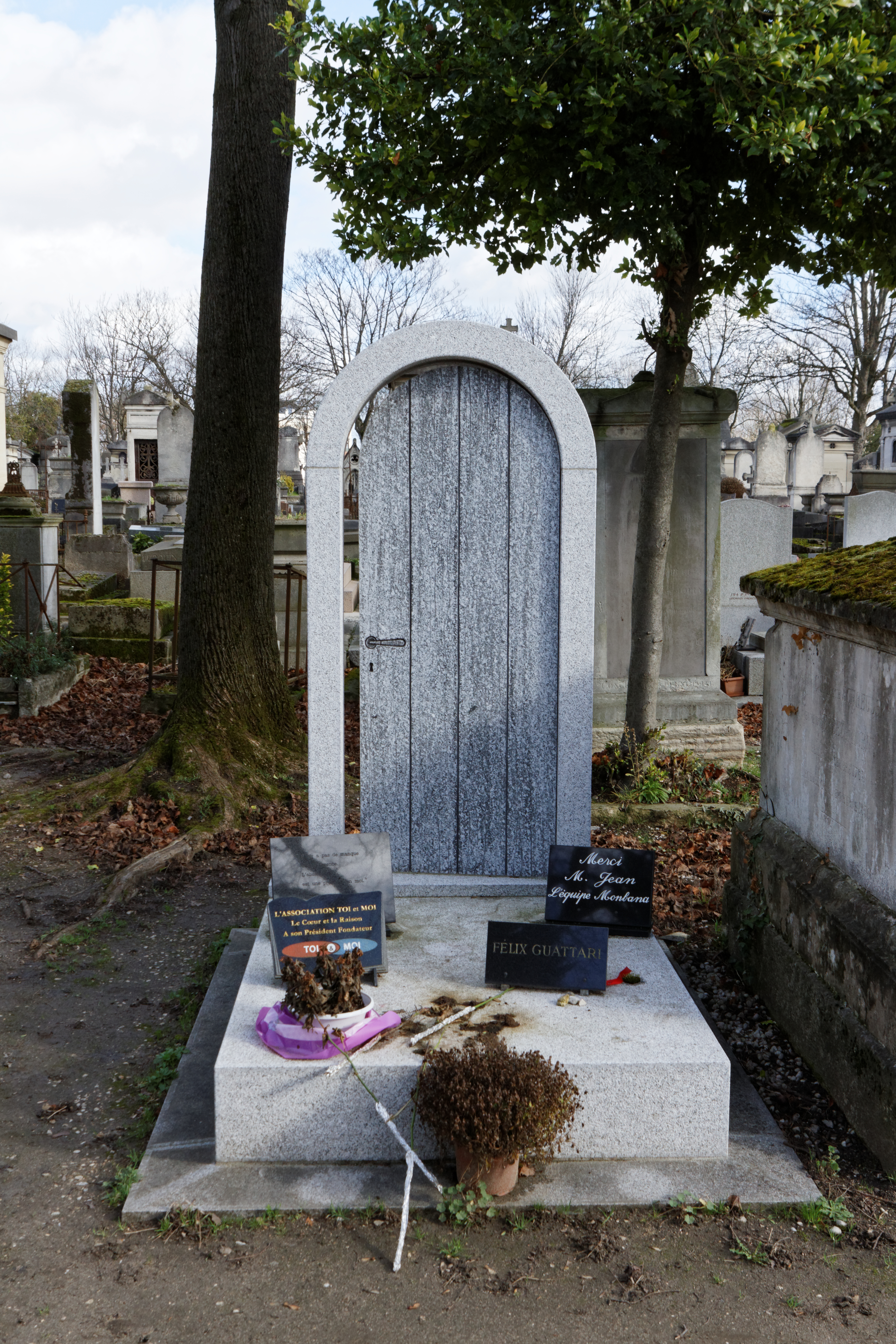
Tombe de Félix Guattari au cimetière du Père-Lachaise.

## Philosophie
Félix Guattari ne croit pas qu'il soit possible d'isoler l'élément inconscient dans le langage ou de le structurer dans des horizons signifiants. L'inconscient au contraire se rapporte à tout un champ social, économique et politique. Les objets du désir se déterminent comme réalité coextensive au champ social (et par conséquent à celui défini par l'économie politique).
Une cartographie de la subjectivité, pour avoir une portée analytique, doit selon lui se défaire de tout idéal de scientificité. Elle s'assoit sur une critique percutante des modes de subjectivation subordonnés au régime identitaire et au modèle de la représentation, sur ce que la psychanalyste et collaboratrice Suely Rolnik appelle « le malaise dans la différence ». L'éthique guattarienne consiste à opposer à cet idéal un constructivisme ontologique sur tous les plans, aussi bien dans le cas d'appréhension des niveaux éthologiques chez les bébés que dans celui de la fonction existentialisante du rock pour les jeunes ou bien encore dans celui de l'appréhension pathique dans la psychose, où peuvent être inclus les composants sémiotiques les plus divers (incorporation de la science ou des médias comme éléments du roman familial moderne, par exemple).
Pour cela il faut accepter que la psyché est le résultat de composants multiples, hétérogènes. Elle enveloppe le registre de la parole mais aussi les moyens de communication non verbaux, les relations à l'espace architectonique, les comportements éthologiques, les statuts économiques, les aspirations esthétiques et éthiques, etc. Ce qui implique qu'on ne peut prendre la subjectivité comme donnée, configurée par les structures universelles de la psyché, mais, au contraire, qu'il faut supposer des engendrements différenciés de subjectivations. C'est pourquoi l'inconscient n'est pas structurel mais processuel ; il ne peut être référé au seul roman familial mais doit l'être également aux machines techniques et sociales ; il ne peut être entièrement tourné vers le passé mais doit également l'être vers le futur.

« La singularité, la finitude est quelque chose qui est au cœur de notre existence. Le problème se pose d'aller saisir la singularité de l'autre sans rentrer dans un rapport d'identification, de sujétion, et d'être là ami d'un processus possible, — un processus qui ne se réfère pas à des universaux de la subjectivité comme les complexes freudiens ou les mathèmes de l'inconscient lacanien, mais qui forge sa propre cartographie, sa propre métamodélisation, et qui permet à l'individu, suivant les situations, de reconstituer des territoires existentiels là où il était dans l'angoisse, dans la déréliction, de reforger des rapports au monde, une possibilité de vivre.

C'est une activité qui se veut non-modélisante, et qui est beaucoup plus sous l'égide d'un paradigme esthétique que d'un paradigme scientifique. Il s'agit à chaque fois, dans une cure, de forger une œuvre singulière. »

— Entretien en 1991 à la télévision grecque
Pensée de la natalité, des commencements, la recherche radicale de Guattari d'une capacité à donner forme conceptuelle et pragmatique à des interrogations existentielles, à réintégrer la complexité des individus, leur libido, leurs rêves, dans l'équation politique, s'outille du côté de la psychothérapie institutionnelle et de la psychosociologie dans un premier temps ; puis Guattari se tourne vers des sémiotiques non limitées par l'effondrement des « lieux de parole », sensible depuis 1975 ; enfin il invente les « cartographies schizoanalytiques » et jette les bases de l'« écosophie ».

### L'écologiste
Membre du Mouvement du 22 mars, il participe à Mai 1968. Engagé dans les mouvements écologistes, comme en témoignent les partis pris de Mille Plateaux notamment, il appelle à une nouvelle gauche anti-productiviste. Il développe ainsi la notion d'« écosophie » dans son ouvrage Les trois écologies paru en 1989. Pour lui les trois écologies doivent être pensées en commun à travers « une écosophie de type nouveau, à la fois pratique et spéculative, éthico-politique et esthétique », une « écologie globale » réunissant :
- l'écologie environnementale pour les rapports à la nature et à l'environnement,
- l'écologie sociale pour les rapports au « socius »[37], aux réalités économiques et sociales,
- l'écologie mentale pour les rapports à la psyché, la question de la production de la subjectivité humaine.

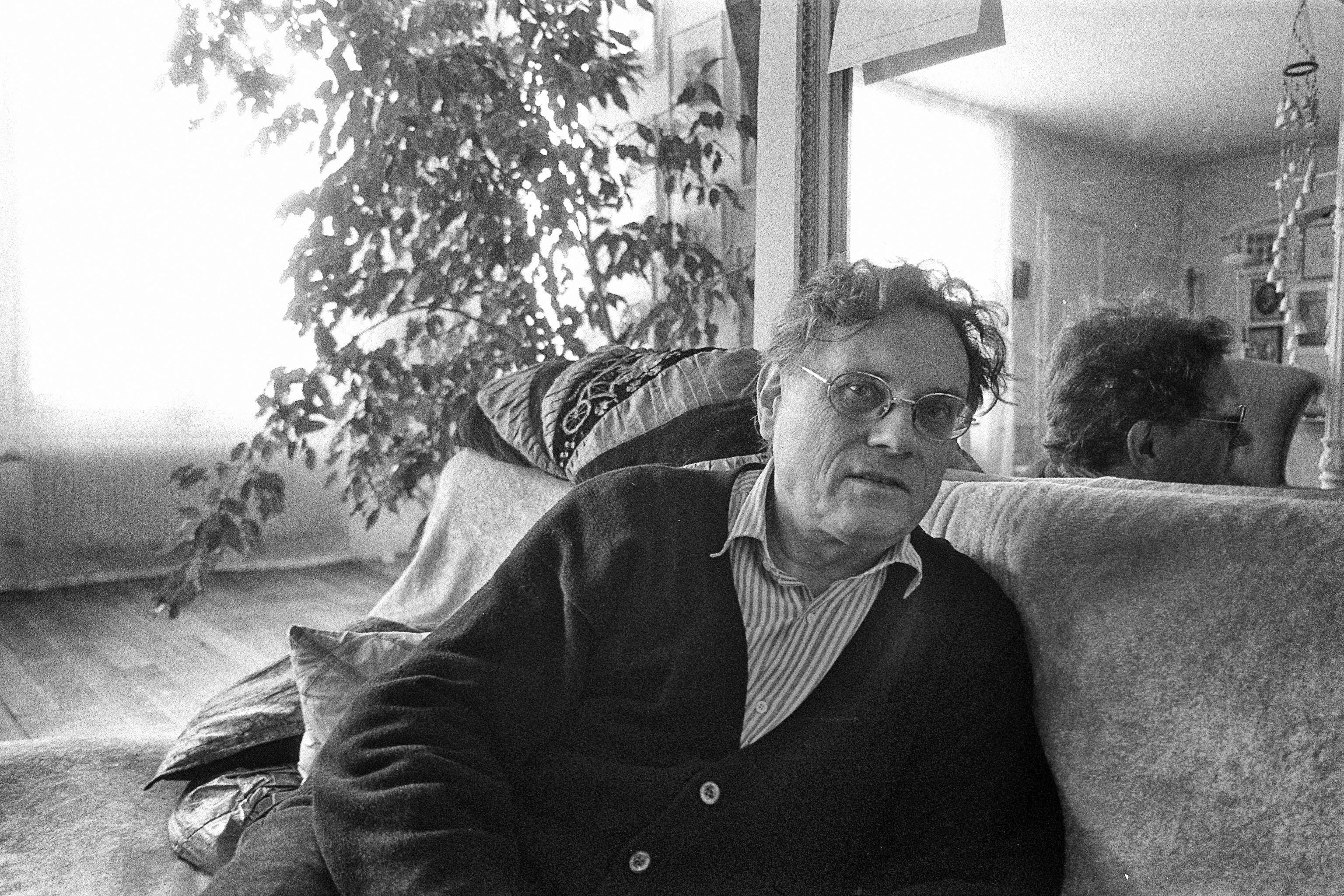
Félix Guattari dans son appartement parisien

Il s'agit d'échapper aux destructions et aux normalisations, nivellements engendrés par ce qu'il nomme le « Capitalisme Mondial Intégré » (CMI) (gouverné par la seule logique du rendement et du profit), en cherchant à créer de nouvelles praxis, de nouveaux « processus de subjectivation », créatifs, singuliers, de nouveaux « Territoires existentiels » afin de rendre le monde plus « habitable » : « C'est cette ouverture praxique qui constitue l'essence de cet art de “l'éco” subsumant toutes les manières de domestiquer les Territoires existentiels, qu'ils concernent d'intimes façons d'être, le corps, l'environnement ou de grands ensembles contextuels relatifs à l'ethnie, la nation ou même les droits généraux de l'humanité. »
Penseur engagé, il se présente sur la liste des Verts de Paris conduite par Jean-Félix Bernard aux élections régionales de 1992 en Île-de-France mais meurt la même année.

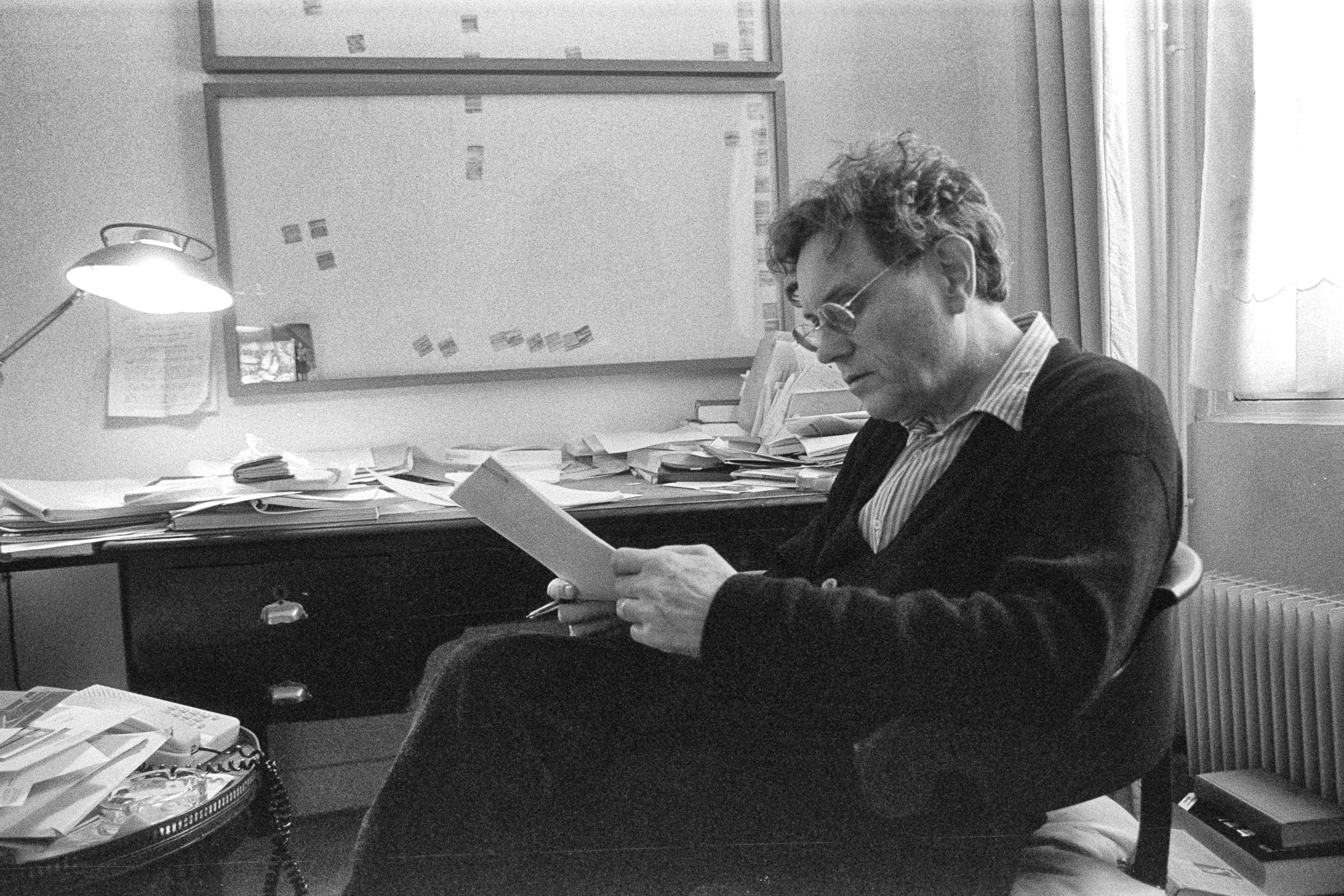
Félix Guattari dans son appartement parisien

### Le politique
- Opposition de Gauche, Bulletin de l'opposition de gauche (1967-sd)

En 1981, il est co-solidaire de la publication Avis de recherche consacrée au soutien des appelés insoumis au service militaire.

### Critique
Félix Guattari fait partie des écrivains mis en cause par Alan Sokal et Jean Bricmont dans Impostures intellectuelles, dans lequel ils citent un extrait de son livre Chaosmose qui contient "le plus parfait exemple d'un mélange aléatoire de mots scientifiques, pseudo-scientifiques et philosophiques qu'on puisse trouver."

## Le vocabulaire de Guattari
- Micropolitique
- Subjectivité
- Sémiotique
- Écosophie
- Machinique

## Œuvres
- Écrits pour L'Anti-Œdipe (publication posthume, textes présentés et agencés par Stéphane Nadaud), Paris, Lignes, 2004.
- L'Anti-Œdipe. Capitalisme et schizophrénie (1) (avec Gilles Deleuze), Paris, Minuit, coll. « Critique », 1972.
- Psychanalyse et transversalité. Essais d'analyse institutionnelle (recueil d'articles), préface de Gilles Deleuze, Paris, Maspéro, 1974 ; réédition Paris, La Découverte, coll. « [Re]découverte », 2003.
- Kafka. Pour une littérature mineure (avec Gilles Deleuze), Paris, Minuit, coll. « Critique », 1975.
- Rhizome (avec Gilles Deleuze), (repris dans Mille Plateaux), Paris, Minuit, coll. « Critique », 1976.
- La révolution moléculaire (recueil d'articles), Paris, Éditions Recherches, coll. « Encres », 1977 ; nouvelle édition UGE, coll. « 10/18 », 1980 ; les deux éditions ont été compilées et réagencées par Stéphane Nadaud, Paris, Les Prairies ordinaires, 2012.
- L'inconscient machinique. Essais de schizo-analyse, Paris, Éditions Recherches, 1979.

- Lignes de fuite. Pour un autre monde de possibles, 1979 (posthume), L'Aube, coll. « Monde en cours », préface de Liane Mozère, La Tour d'Aigues, 2011.

- Mille Plateaux. Capitalisme et schizophrénie (2) (avec Gilles Deleuze), Paris, Minuit, coll. « Critique », 1980.
- Les années d'hiver : 1980-1985 (recueil d'articles), Paris, Bernard Barrault, 1985 ; réédition Paris, Les Prairies ordinaires, préface de François Cusset, 2009.
- Les nouveaux espaces de liberté (avec Toni Negri), Dominique Bedou, Paris, 1985 ; réédition Paris, Lignes, avec la postface à l’édition américaine de 1990 de Toni Negri, 2010.
- Pratique de l'institutionnel et politique, 1985 (trois entretiens séparés avec Jean Oury, François Tosquelles et Félix Guattari), Matrice, coll. « PI », Vigneux.
- 65 rêves de Franz Kafka, 1985 (posthume, recueil de textes présentés et agencés par Stéphane Nadaud), Paris, Lignes, 2007 ; rééd. 2022.
- Micropolitiques, 1986 (recueil de textes présentés et agencés par Suely Rolnik avec des textes à elle), édition originale brésilienne, traduction française par Renaud Barbaras, Paris, Les empêcheurs de penser en rond, 2007.
- Un amour d'UIQ. Scénario pour un film qui manque, 1982-1987 (posthume, ouvrage dirigé par Silvia Maglioni et Graeme Thomson), Amsterdam, Paris, 2013.
- Cartographies schizoanalytiques, Paris, Galilée, 1989.

- Les trois écologies, Paris, Galilée, 1989.
- Qu'est-ce que la philosophie ? (avec Gilles Deleuze), Paris, Minuit, coll. « Critique », 1991.
- Qu'est-ce que l'écosophie ?, 1985-1992 (posthume, recueil d'articles agencés par Stéphane Nadaud), Paris, Lignes, 2013.
- Chaosmose, Paris, Galilée, 1992 ; rééd. Paris, Éditions Lignes, 2022.
- La philosophie est essentielle à l'existence humaine, entretiens avec Antoine Spire, Michel Field et Emmanuel Hirsch, La Tour-d'Aigues, Éd. de l'Aube, 2002.
- De Leros à La Borde, 1989-1992 (posthume, recueil de textes), introduction de Stéphane Nadaud, présentation de Marie Depussé, post-scriptum de Jean Oury, Paris, Lignes/IMEC, 2012 ; rééd. 2022.
- Ritournelles (posthume, poèmes), Paris, Éditions de la Pince à Linge, 2000 [lire en ligne] ; rééd. Tours, Lume, 2007.

## Autour de l'œuvre

### Livres
- Éric Alliez, La Signature du monde, ou Qu'est-ce que la philosophie de Deleuze et Guattari, Cerf, 1993
- Manola Antonioli, Géophilosophie de Deleuze et Guattari, L'Harmattan, 2003
- Manola Antonioli, Pierre-Antoine Chardel et Hervé Regnauld (éd.), Gilles Deleuze, Félix Guattari et le politique, Éditions du Sandre, 2006
- François Dosse, Gilles Deleuze et Félix Guattari, biographie croisée, Paris, La Découverte, 2007, 643 p. (ISBN 978-2-7071-5295-4)
- Alain Jugnon, Folie & poésie, selon Deleuze et Guattari. Le septième chant de Maldoror, Éditions Lignes, 2018
- (it) Franco Berardi, Felix, http://www.mediaevo.com/Welcome.html Luca Sossella editore, 2001 (ISBN 88-87995-16-8)
- (en) Gary Genosko, Felix Guattari : An Aberrant Introduction, Londres, Continuum International Publishing Group, 2002, 268 p. (ISBN 0-8264-6034-8, lire en ligne)
- (en) Franco Berardi, Félix Guattari. Thought, Friendship, and Visionary Cartography, Palgrave Macmillan, 2008, 188 p. (ISBN 978-0-230-22119-2, présentation en ligne)
- (en) Éric Alliez (éd.), The Guattari effect, Continuum, 2011

### Articles et numéros spéciaux de revues
- « Félix Guattari - Textes et entretiens », dans Chimères, no 21 (vol. 1) et no 23 (vol. 2), 1994.
- Jean-Philippe Cazier, « Résonances », dans Chimères, no 23, 1994 [lire en ligne][PDF]
- Pascale Criton, « Ars Anima, pour une sensibilité du réel », dans Chimères, no 25, 1995. (sur Chaosmose)
- Sande Cohen, « Pour une lecture de La révolution moléculaire », dans Chimères, no 29, 1996.
- Sébastien Schifres, « Entretien avec Yann-Moulier Boutang », mai 2004.
- « La catastrofe dell'immaginario - Ecosofia, estetica e politica », dans millepiani, no 30, Eterotopia, Milan, 2006
- « Gilles Deleuze et Félix Guattari : territoires et devenirs », dans Le Portique, no 20, 2007.
- Michel Burnier, « Faire de la politique sans parti, l'expérience du CINEL », Multitudes, no 29, été 2007.
- « L'effet-Guattari », dans Multitudes, no 34, 2008.
- Thierry Lefebvre, « Guattari "on air" : Félix Guattari et le mouvement des radios libres », Histomédias. Consulté le 27 octobre 2024 à l’adresse https://doi.org/10.58079/12hmu.

### Textes de Guattari en ligne
- « Considérations sur la schizo-analyse : de la sexualité » (1971)
- « Contre le racisme à la française » (1981)
- « Culture : un concept réactionnaire ? » : premier chapitre des Micropolitiques (1986)
- « Tokyo l'orgeuilleuse » (1986)
- « Les Grands Entretiens » TV : Félix Guattari rencontre Antoine Spire, Michel Field, et Emmanuel Hirsch (sous-titré en brésilien/portugais)